# Apogonia nodosa
Apogonia nodosa är en skalbaggsart som beskrevs av Brenske 1900. Apogonia nodosa ingår i släktet Apogonia och familjen Melolonthidae. Utöver nominatformen finns också underarten A. n. geniculata.